# Син Русі
«Син Русі» — рукописна поетична збірка, один із перших творів нової української літератури у Галичині, написаних народною мовою.
Складена бл. 1833 за ініціативою та участю М. Шашкевича вихованцями Львівської греко-католицької духовної семінарії. Закликала молодь усвідомити власну національну приналежність, повернутися обличчям до своєї історичної Батьківщини («Бо Русь — край наш, наша мати»), згуртуватися до праці для її національного відродження.
Ця колективна збірка була підготовчою спробою видати у Буді 1836/1837 альманах «Руської Трійці» — Русалка Дністровая — яку уклали Маркіян Шашкевич (1811—1843), Іван Вагилевич (1811—1866) та Яків Головацький (1814—1888).
Містила 14 віршів, підписаних переважно криптонімами, серед них М. Шашкевича («Слово до читателей руського язика», «Дума»), М. Мінчакевича, О. Глинського та ін. Збереглась у священика Рудницького, який передав її історикові А. Петрушевичу (1847). Вперше опублікував К. Студинський у збірнику «Кореспонденція Якова Головацького в літах 1835—1849 р.р» (1909).